# James Handy
Pour les articles homonymes, voir Handy.
James Handy est un acteur américain né à New York, New York (États-Unis).
Au cinéma, il a participé aux films : Taps, Le Verdict, Bird, Chien de flic, Arachnophobie, Les Aventures de Rocketeer, Nom de code : Nina, Jumanji, Incassable, 15 minutes, Logan, Bienvenue à Suburbicon et Top Gun: Maverick.
A la télévision, il joue des rôles récurrents dans les séries : Borough Commander Haverill dans New York Police Blues, Matt Fielding Sr. dans Melrose Place, Lou Handleman dans Profiler et le Directeur de la CIA, Arthur Devlin dans Alias.
Il fait aussi des apparitions dans les séries : Les Aventures du jeune Indiana Jones, X-Files, Castle, Esprits criminels, Les Experts : Manhattan et Rizzoli and Isles.

## Filmographie
- 1981 : Taps : Shériff
- 1982 : Le Verdict (The Verdict) : Kevin Doneghy
- 1985 : Méprise (Doubletake) (TV) : Real Estate Broker
- 1985 : Kojak: The Belarus File (TV) : Agent fédéral
- 1986 : Samaritan: The Mitch Snyder Story (TV) : Melvin Mander
- 1986 : Manhattan Connexion (Popeye Doyle) (TV) : Lieutenant Gregory Paulus
- 1986 : Qui est Julia? (Who Is Julia?) (TV) : Bob Greenmeyer
- 1986 : Brighton Beach Memoirs de Gene Saks : Frank Murphy
- 1987 : Jake's M.O. : Danny McGurk
- 1987 : Hotshot
- 1987 : The Room Upstairs (en) (TV) : Frank
- 1987 : Reconnue coupable (Convicted: A Mother's Story) (TV)
- 1987 : La Pie voleuse (Burglar) d'Hugh Wilson : Carson Verrill
- 1988 : Bird de Clint Eastwood : Esteves
- 1988 : A Dangerous Life de Robert Markowitz (feuilleton TV) : Mike Heseltine
- 1988 : Quiet Victory: The Charlie Wedemeyer Story (TV)
- 1989 : The Revenge of Al Capone (TV)
- 1989 : Chien de flic (K-9) de Rod Daniel : Byers
- 1989 : The Preppie Murder (en) (TV) : Detective Quinn
- 1990 : Good Night, Sweet Wife: A Murder in Boston (TV) : McQuiggan
- 1990 : Unspeakable Acts (TV) : Jeff Samek
- 1990 : Equal Justice (TV)
- 1990 : Appearances (TV) : Danny Halligan
- 1990 : Arachnophobie (Arachnophobia) : Milton Briggs
- 1991 : Les Aventures de Rocketeer (The Rocketeer) : FBI Agent 'Wooly' Wolinski
- 1991 : Présumé Coupable (Guilty Until Proven Innocent) (TV) : Gerry Duffy
- 1991 : Plaidoyer pour une victime (False Arrest) (TV) : Thomas Thinnes
- 1992 : Les Anges de la crime (en) (Angel Street) (TV)
- 1992 : Drive Like Lightning (TV) : Walter Blaine
- 1992 : Au cœur du mensonge (Calendar Girl, Cop, Killer? The Bambi Bembenek Story) (TV)
- 1992 : Obsession (Obsessed) (TV) : Jerry
- 1992 : Majority Rule (TV)
- 1993-1995 : New York Police Blues (série) : Borough Commander Haverill
- 1992-1995 : Melrose Place (série) : Matt Fielding Sr.
- 1993 : Nom de code : Nina (Point of No Return) de John Badham : Operative
- 1993 : A Family Torn Apart (TV) : Det. Stockman
- 1993 : Les Aventures du jeune Indiana Jones (TV) : Frank Brady
- 1994 : Un ange gardien pour Tess (Guarding Tess) : Neal Carlo
- 1994 : Un coupable idéal (Jonathan Stone: Threat of Innocence) (TV) : Don Moran
- 1994 : Without Warning (en) (TV) : Dr. Norbert Hazelton
- 1995 : Rave Review : James
- 1995 : Jumanji : Exterminateur
- 1995 : X-Files : Aux frontières du réel (épisode Meurtres sur Internet) : l'inspecteur Alan Cross
- 1996 : Disparue dans la nuit (Gone in the Night) (TV) : Andy Litton
- 1997 : Every Dog Has Its Day : The Sign Painter
- 1997 : Murder in Mind : Dr. Harvard
- 1997 : Flics sans scrupules (Gang Related) de Jim Kouf : Capt. Henderson
- 1997-1998 : Profiler (série) : Lou Handleman
- 1999 : The Adventures of Young Indiana Jones: Spring Break Adventure (vidéo) : Frank Brady
- 1999 : Time Served (TV) : Judge William T. Engstrom III
- 1999 : Situation critique (Deterrence) : Lancaster / President Buchanan
- 1999 : Black and White : Sergeant Wright
- 1999 : Chien de flic 2 (K-911) (vidéo) : Captain Byers
- 2000 : Femmes ou Maîtresses (The Donor) : John Springle
- 2000 : Mary and Rhoda (TV) : Paul the Doorman
- 2000 : Incassable (Unbreakable) : Priest
- 2002-2006 : Alias (série) : Arthur Devlin
- 1970 : La Force du destin (All My Children) (série télévisée) : Alf Gresham (2000)
- 2001 : 15 Minutes : Deputy Chief Fire Marshal Declan Duffy
- 2002 : The Trip : Hal
- 2002 : Ash Wednesday: Le mercredi des Cendres d'Edward Burns : Père Mahoney
- 2002 : Édition spéciale (Breaking News) (série télévisée) : Jack Barnes
- 2009 : Esprits criminels : (série télévisée) (saison 4 - épisode 18) : Tom Shaunessy
- 2010 : Castle : (série télévisée) (saison 3 - épisode 3) : Clifford Stuckey
- 2013 : Rizzoli and Isles (série télévisée) (saison 4 - épisode 6) : Leroy Grovner
- 2012 : Les Experts : Manhattan (série télévisée) (saison 9 - épisode 10) : Charles Ross
- 2012 : Vegas (série télévisée) (saison 1 - épisode 7) : Mr. Dobbs
- 2014 : Mulaney (série télévisée) (saison 1 - épisode 5) : Père Ed
- 2017 : Logan (film) : Le Docteur
- 2017 : Bienvenue à Suburbicon : Maire Billings
- 2022 : Top Gun: Maverick : Bartender (Jimmy)